# 2-etilantrachinonă
2-etilantrachinona este un compus organic, derivat de antrachinonă, utilizat în obținerea industrială de peroxid de hidrogen (H2O2). Este un compus solid, gălbui.

## Obținere
2-etilantrachinona se obține de obicei în urma reacției dintre anhidrida ftalică și etilbenzen, dar există și alte metode;
{\displaystyle {\ce {C6H4(CO)2O + C6H5-C2H5 -> C6H4(CO)2C6H3-C2H5 + H2O.}}}

## Utilizări
2-etilantrachinona este utilizată la nivel industrial pentru producerea peroxidului de hidrogen (dar se pot utiliza și alți derivați de 9,10-antrachinonă alchilată în poziția 2). Reacția este un exemplu de autoxidare și este catalizată cu paladiu. Procesul este reprezentat în următoarea schemă: